# Tails and the Music Maker
Tails and the Music Maker is een videospel uit de Sonic the Hedgehog-franchise, ontwikkeld voor de Sega Pico. Het spel werd uitgebracht door Sega in Amerika in september 1994 en door Imagineer in Japan op 5 december 1995.
Het spel draait voornamelijk om het personage Tails. Het spel zelf is een educatief spel waarin Tails kinderen leert over toonladders, tempo, ritme en muziekinstrumenten.
Spelers kunnen Tails besturen met een touch pen of de knoppen. Het spel telt 5 levels.